# Vondelparkloop
De Vondelparkloop is een jaarlijks terugkerend hardloopevenement in het Vondelpark in Amsterdam. Het evenement wordt georganiseerd door atletiekvereniging Phanos uit Amsterdam en kent een rijke geschiedenis. De eerste editie vond plaats in 1974.
Deelnemers kunnen deelnemen aan diverse afstanden met als hoofdonderdeel de 10 kilometer. Hierbij worden drie rondjes door het Vondelpark gerent. Naast het hoofdevent op zondag wordt er ook op zaterdagavond een race georganiseerd genaamd 'Light the Night'. Hierbij wordt het Vondelpark versierd met vele lichtjes en ook de deelnemers zijn verlicht. Tijdens de editie van 2020 deden op zaterdag 500 mensen mee en op zondag 600 mensen.

## Geschiedenis
De eerste editie was op 26 januari 1975. De organisatie was toen nog in handen van de Amsterdamse Brandweer Sport Vereniging. Zowel kinderen, volwassenen en brandweerlieden konden hier aan mee doen. In de jaren daarna werd dit hardloop evenement steeds groter. Begin 1980 werden voor het eerst de Internationale Brandweer Kampioenschappen hier gehouden. Brandweerlieden uit onder andere Engeland, België, Duitsland en Schotland kwamen naar Amsterdam voor de loop.
Tot halverwege jaren negentig bleven de onderdelen waaraan men kon meedoen onveranderd. Naast de wedstrijd voor internationale brandweerlieden, was er een trimloop voor volwassenen, een kinderloop en een officiële hardloopwedstrijd. Iedereen starten gewoon tegelijkertijd. Rond 1950 werd een speciale loop voor bedrijven toegevoegd.
In 2017 is er naast de traditionele loop op zondag ook een loop op zaterdag toegevoegd met de naam 'Light the Night'. Zowel het parcours als de deelnemers zijn daarbij verlicht. Met de komst van de nieuwe hoofdsponsor VillaVibes singlereizen in 2020 is er opnieuw een nieuwe categorie toegevoegd. Dit keer speciaal voor alleenstaanden met afsluitend een borrel bij tennisclub Festina in het Vondelpark.
Parcours
Het volledige parcours van de Vondelparkloop bevindt zich in het Vondelpark. Deelnemers kunnen meedoen met op de afstanden 3,5, 6,7 en 10 kilometer. Oftewel een, twee of drie rondes Vondelpark. Langs de route staan diverse waterpunten. Zowel de start als finish bevindt zich bij het Blauwe Theehuis.